# بایتاللی
بایتاللی (انگلیسی: Baytally) یک شهرک در شهرستان کوشنارنکوفسکی جمهوری باشقیرستان در کشور روسیه است.